# フランク・スタントン

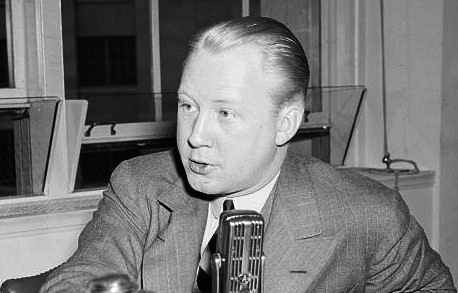
フランク・スタントン

フランク・ニコラス・スタントン（Frank Nicholas Stanton, 1908年3月20日 - 2006年12月24日 ）は、アメリカ合衆国の実業家。彼は1946年～1971年までCBSの社長を務めた（その後1973年まで副議長）。さらに1961年～1967年までランド研究所の会長を務めた。
ミシガン州マスキーゴン生まれ。
彼の死後、スタントン財団(英語: Stanton Foundation)が設立された。